# Genioliparis lindbergi
Genioliparis lindbergi is een straalvinnige vissensoort uit de familie van de slakdolven (Liparidae). De wetenschappelijke naam van de soort is voor het eerst geldig gepubliceerd in 1976 door Andriashev & Neyelov.